# Бонни (тропический шторм, 2004)
Тропический шторм Бонни — относительно небольшой тропический шторм, который обрушился на Флориду в августе 2004 года. Ураган развился из тропической волны, образовавшейся к востоку от малых Антильских островов. После прохождения островов, волна временно рассеялась, но уже скоро преобразовалась в тропический шторм неподалеку от полуострова Юкатан. Бонни достигает пика скорости ветра в 100 км/ч при проходе через мексиканский залив, поворачивает на северо-восток, и мчится к Флориде. Этот ураган был первой из пяти тропических систем, которые обрушились на Флориду в 2004-м Атлантическом сезоне ураганов.
По всему Карибскому морю, в том числе и Флориде, осадки вызвали наводнения и незначительные повреждения. Тропический шторм вызвал приход нескольких торнадо на юго-восток США, которые убили трех человек и нанесли повреждений на сумму более $1 млн. Бонни «атаковала» берег Флориды незадолго до печально известного урагана Чарли.

## Метеорологическая история
Истоки Бонни были в тропической волне, возникшей около побережья Африки 29 июля и вошедшей в Атлантический океан. Ураган двигался на запад, постепенно наращивая конвекцию. Конвекция, действительно, неуклонно росла, и, наконец, 3 августа, в 670 км к востоку от Барбадоса, образовалась система. Она продвигалась на запад со скоростью 37 км/ч; после переправы через малые Антильские острова 4 августа, система снова стала тропической волной.
Тропическая волна продолжала стремительно двигаться на Северо-Запад, пока не достигла западной части Карибского моря. В то время как Бонни подходила к Каймановым островам, система замедлила регенерацию конвекции, и волна вновь превратилась в тропическую депрессию. Был пройден канал Юкатан, затем началось новое усиление этого тропического шторма.

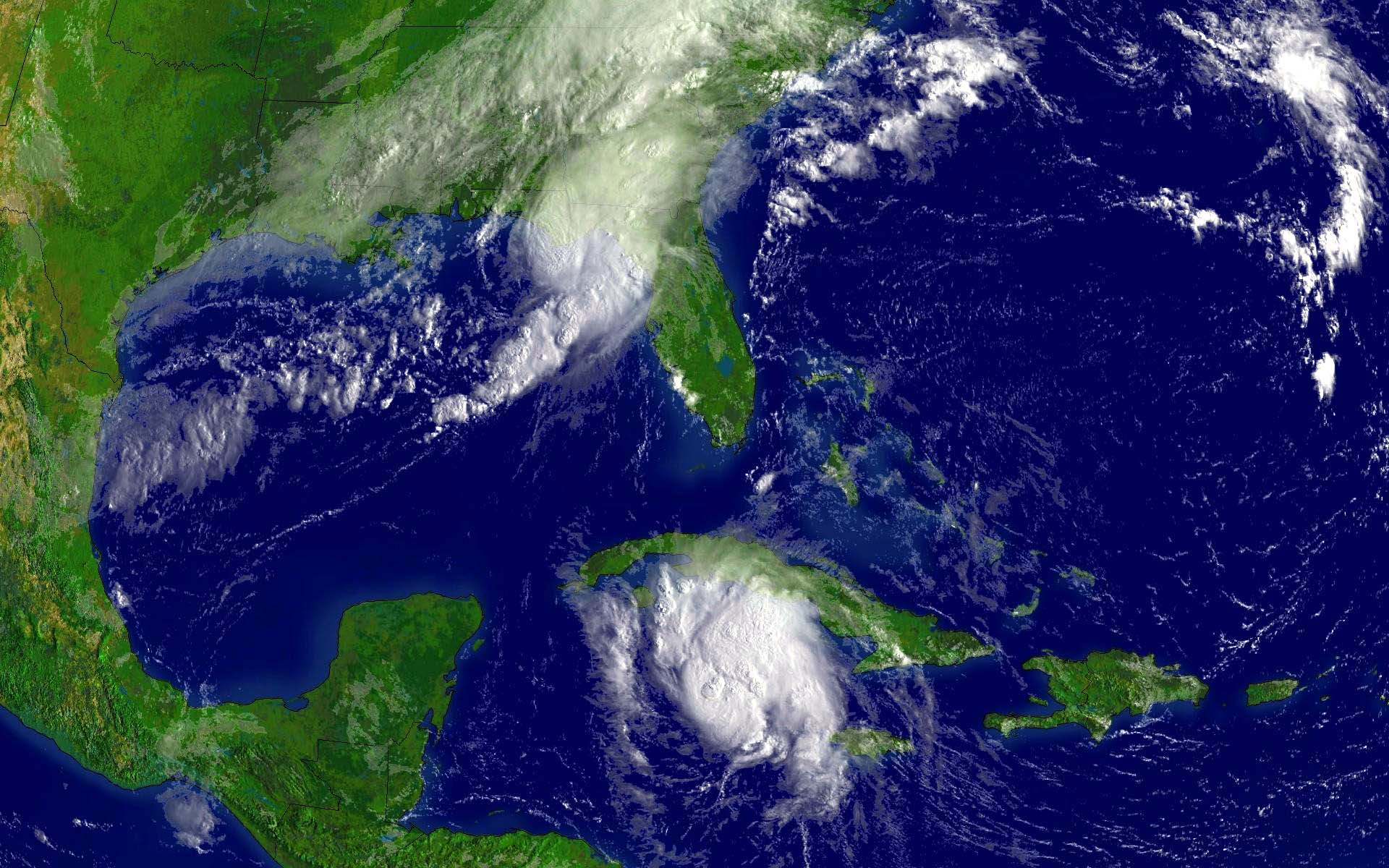
Бонни севернее Чарли, 12 августа 2004

Бонни быстро окрепла, поворачивая на север. Шторм незначительно ослаб под конец 10-го августа, но вновь укрепился на следующий день, достигая пика интенсивности (100 км/ч). Чуть после, сильные сдвиги ветра остановили бурю, заставляя шторм снова ослабнуть. 12 августа, Бонни вышла на сушу к югу от Апалачикола, со скоростью 75 км/ч. Неудачи[что?] урагана продолжились, и он быстро ослаб до тропической депрессии. После распараллеливания береговых линий в Джорджии, Южной Каролине и Северной Каролине, Бонни потеряла свои тропические характеристики на востоке от Нью-Джерси. Остаток слабо надвинулся на берега штата Массачусетс и Мэн, дойдя даже до Атлантической Канады.

## Подготовительные меры
За 16 часов до прихода бури, правительство Сент-Люсии объявило тропическое штормовое предупреждение. Гваделупа, Мартиника, Доминика, Синт-Мартен, Саба, Синт-Эстатиус, Пуэрто-Рико и американские Виргинские острова установили часы тропического шторма.
В сочетании с угрозой урагана Чарли, была проведена принудительная эвакуация 154-х нефтяных платформ и 32-х нефтяных вышек. Прекращение производства было эквивалентно более чем 1.2 миллиона баррелей потери в сырой нефти, или 0,2 % от годовой добычи нефти в Мексиканском заливе. Добыча природного газа также была остановлена. Потери из-за отсутствия добычи газа были эквивалентны 7,4 % от общей суточной добычи в Мексиканском заливе.
Ранние прогнозы предполагали, что Бонни достигнет скорости в 130 км/ч. В ответ на угрозу, 15 приютов в 7 северо-западных округах Флориды были поставлены на режим ожидания. Из-за этого шторма, губернатор Флориды Джеб Буш установил в штате чрезвычайное положение.

## Влияние
Бонни была слабой бурей на протяжении большей части своего пути. Этот ураган дал лишь легкие осадки и нанес минимальные повреждения, такие, как размытый пляж. Южная Каролина и Северная Каролина пережили наибольшие потери, где торнадо, отголосок Бонни, убил трех человек и нанес умеренный ущерб.

## Итог
Через 22 часа после того, как Бонни ударил по Флориде, ураган Чарли подошёл к Национальному парку Драй-Тортугас. Это был первый случай в истории, когда два тропических шторма ударили по Флориде в течение 1 дня. Бонни была первой из пяти тропических систем, обрушившихся на землю во Флориде и первой в 2004-м Атлантическом сезоне ураганов.